# Sinaia
Sinaia est une ville de Roumanie (du nord-ouest du județ de Prahova, dans la région historique de Valachie et dans la région de développement du Sud).

## Géographie
À la limite du județ de Dâmbovița, cette ville est située dans la vallée de la Prahova, entre les monts Bucegi à l'ouest et les monts Baiu à l'est.
Sinaia, à 45 km au sud de Brașov et à 63 km au nord-ouest de Ploiești (le chef-lieu du județ), lieu de villégiature réputé, a accueilli à la suite de la famille royale les plus illustres personnalités du pays.
Distante de 142 km de Bucarest, Sinaia est souvent surnommée la perle des Carpates pour les beautés naturelles qui l'entourent.
La température moyenne y est de 8 °C (janvier : −4 °C, juin : 15 °C). Il tombe en moyenne 900 mm de pluie par an (étés assez pluvieux). La neige y est présente en général de novembre à avril.

## Histoire
La première mention écrite de la localité date de 1581 quand est signalé la présence de l'ermitage Saint-Nicolas. À partir de 1690, le prince Mihail Cantacuzino fait construire un monastère nommé Sinaia d'après le mont Sinaï, en Égypte où il a effectué un pèlerinage à titre de remerciement d'avoir échappé à une tentative d'assassinat dans la région de la Prahova. La fondation du monastère a lieu en 1695.
C'est à la fin du XIXe siècle que Sinaia prend réellement son essor, lorsque le roi Carol Ier y fait édifier un château de plaisance, le château de Peleș, qu'il consacre résidence royale estivale et lorsqu'en 1880, Sinaia obtient le statut de ville. De nombreuses résidences y sont édifiées, dont le château de Pelișor pour le prince héritier Ferdinand et son épouse Mary, un casino, une gare sur la toute nouvelle ligne de chemin de fer.
Après la prise du pouvoir par les communistes et le départ en exil du roi Mihai Ier, le château royal et ses dépendances deviennent propriété de l'État et sont réservés aux dignitaires du nouveau régime. À la suite de la révolution roumaine de 1989, le château de Peleș, devenu musée et redevenu propriété de l'ancien roi est accessible au public.

## Politique
Le Conseil municipal de Sinaia compte dix-sept sièges de conseillers municipaux. À l'issue des élections municipales de juin 2016, Vlad-Gheorghe Oprea (PNL) a été réélu, avec 64 % de voix, maire de la commune, mandat qu'il occupe depuis 2008.
| Parti | Parti                                                 | Nombre de conseillers |
| ----- | ----------------------------------------------------- | --------------------- |
|       | Parti national libéral (PNL)                          | 10                    |
|       | Parti social-démocrate (PSD)                          | 6                     |
|       | Alliance des libéraux et démocrates (ALDE)            | 2                     |
|       | Union nationale pour le progrès de la Roumanie (UNPR) | 1                     |

## Démographie
Lors du recensement de 2011, 93,02 % des habitants de Sinai déclarent être Roumains, 1,23 % être Roms (1,07 %), 0,69 % être d'une autre ethnie, alors que 5,04 % refuse de répondre à cette question.
Lors de ce même recensement, 91,68 % de la population déclare être de confession chrétienne orthodoxe, 1,47 % de confession catholique romaine, 1,71 % d'une autre confession, alors que 5,12 % de la population refuse de répondre à cette question.

## Économie
L'économie de la commune repose notamment sur le tourisme (une petite station de ski y a été développée avec une capacité d'hébergement d'environ 4 300 lits en 2011), sur le thermalisme et sur l'activité forestière.
Par ailleurs, l'activité industrielle est assurée par une usine de fabrication de pièces de moteurs qui compte 1 800 salariés et par l'usine SC Salsi SA, spécialisée dans la charcuterie.

## Communications

### Routes
Sinaia est située sur la route nationale DN1 (route européenne 60) Bucarest-Ploiești-Brașov et constitue le point de départ de la route nationale DN71 qui rallie Târgoviște, en traversant les monts Bucegi.

### Voies ferrées
La ville est desservie par la ligne no 300 Bucarest-Ploiești-Brașov des Chemins de fer roumains.

## Lieux et monuments
- Le château de Peleș, l'ancienne résidence royale édifiée de 1875 à 1883 pour le roi Carol Ier de Roumanie, d'une valeur inestimable, représente la plus grande attraction touristique de la région.
- Le château de Pelișor qui se trouve tout près de là, bâti de 1875 à 1902 pour le prince héritier Ferdinand.
- Le monastère de Sinaia, qui a donné son nom à la ville.
- La villa Luminiș, (1923-1926), lieu de villégiature de Georges Enesco, compositeur.
- Le casino, de 1912.
- La gare royale, de 1913, halte sur la ligne de l'Orient-Express, où fut assassiné en 1933, le Premier ministre roumain, Ion Duca par les légionnaires fascistes de la Garde de fer.
- Le parc naturel des monts Bucegi.

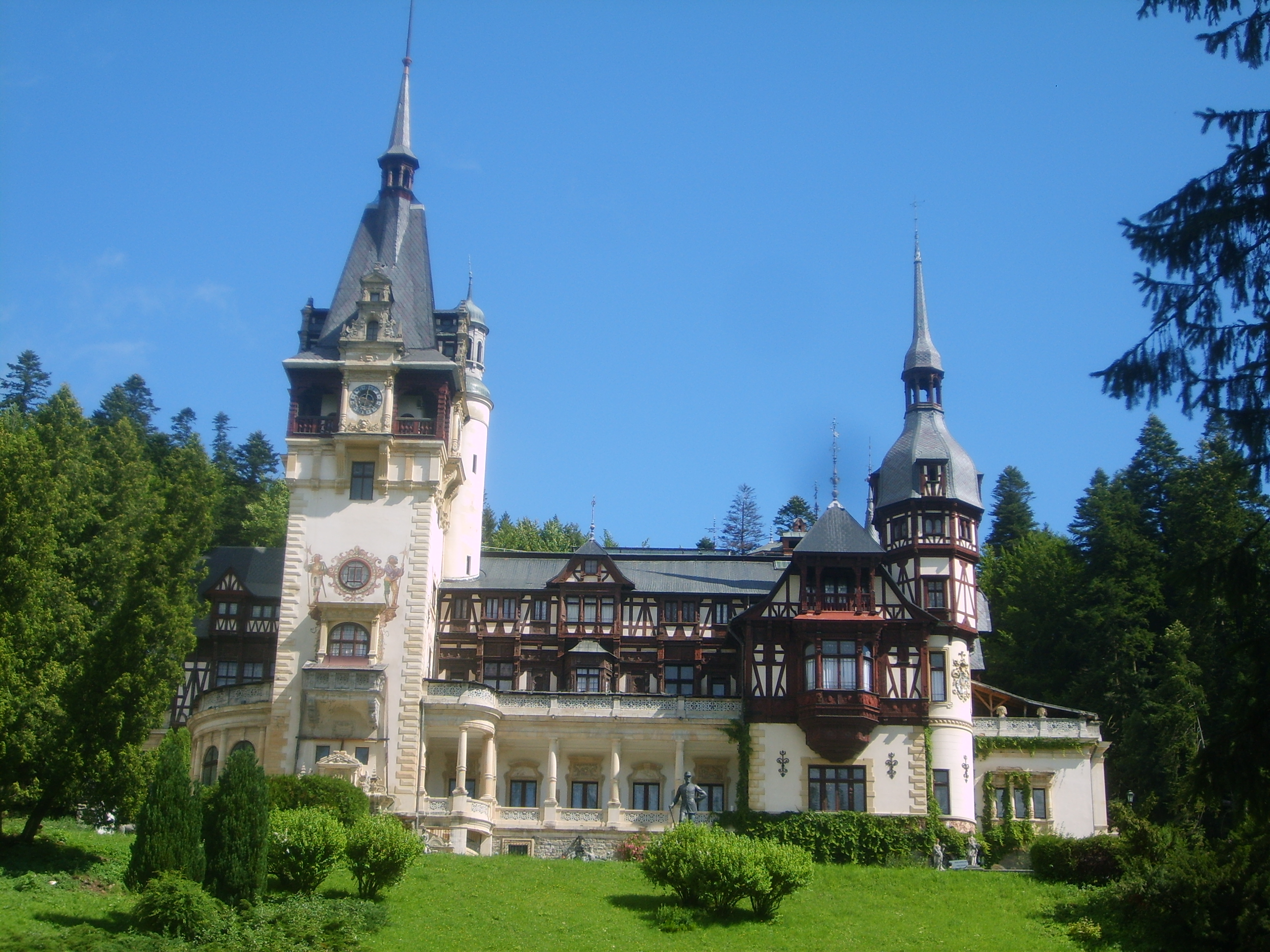
Le château de Peleș
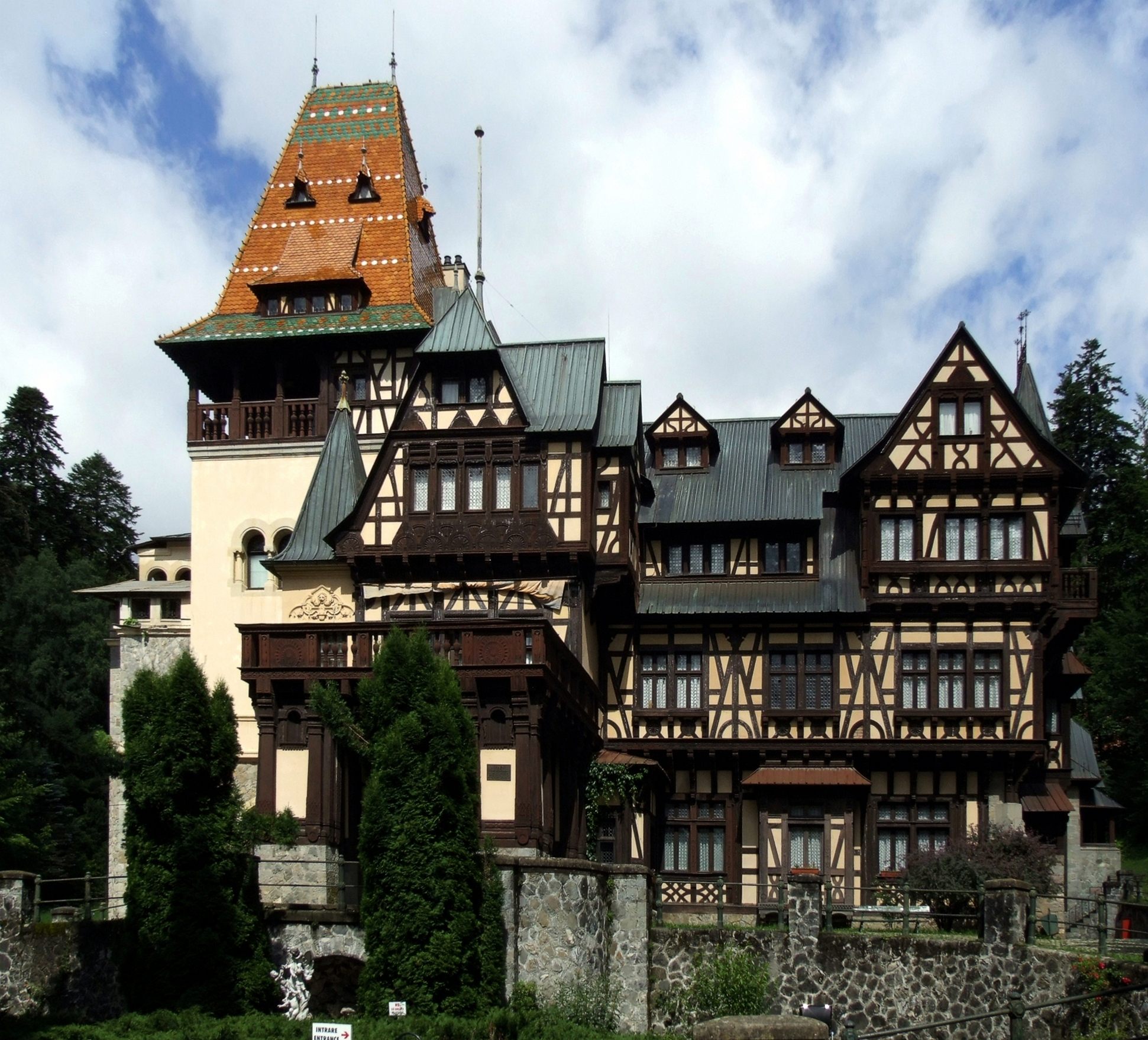
Le château de Pelișor
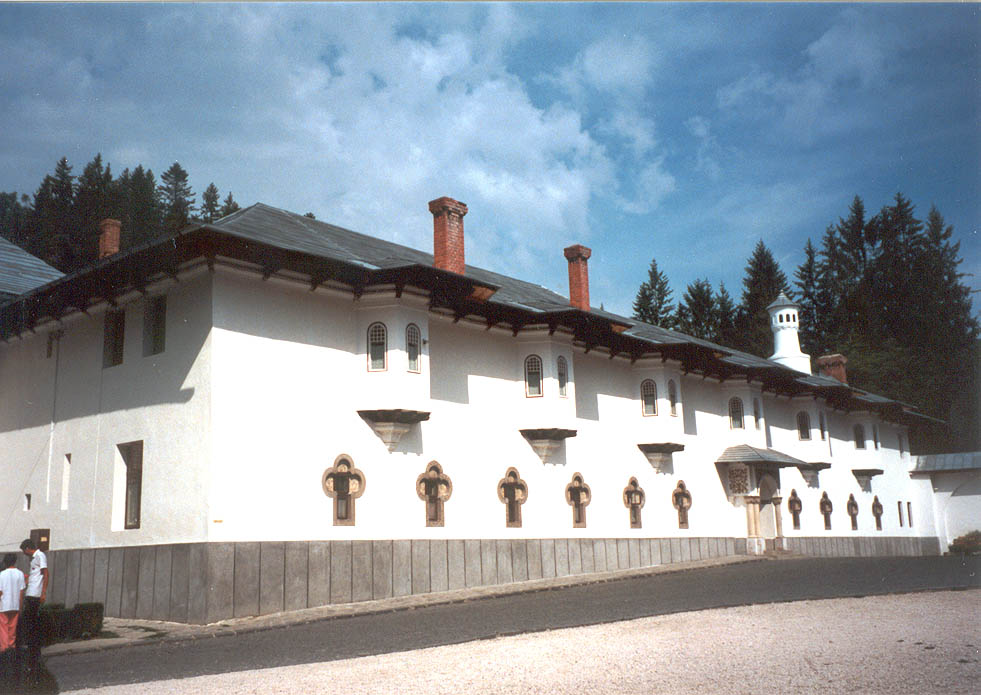
Le Monastère de Sinaia
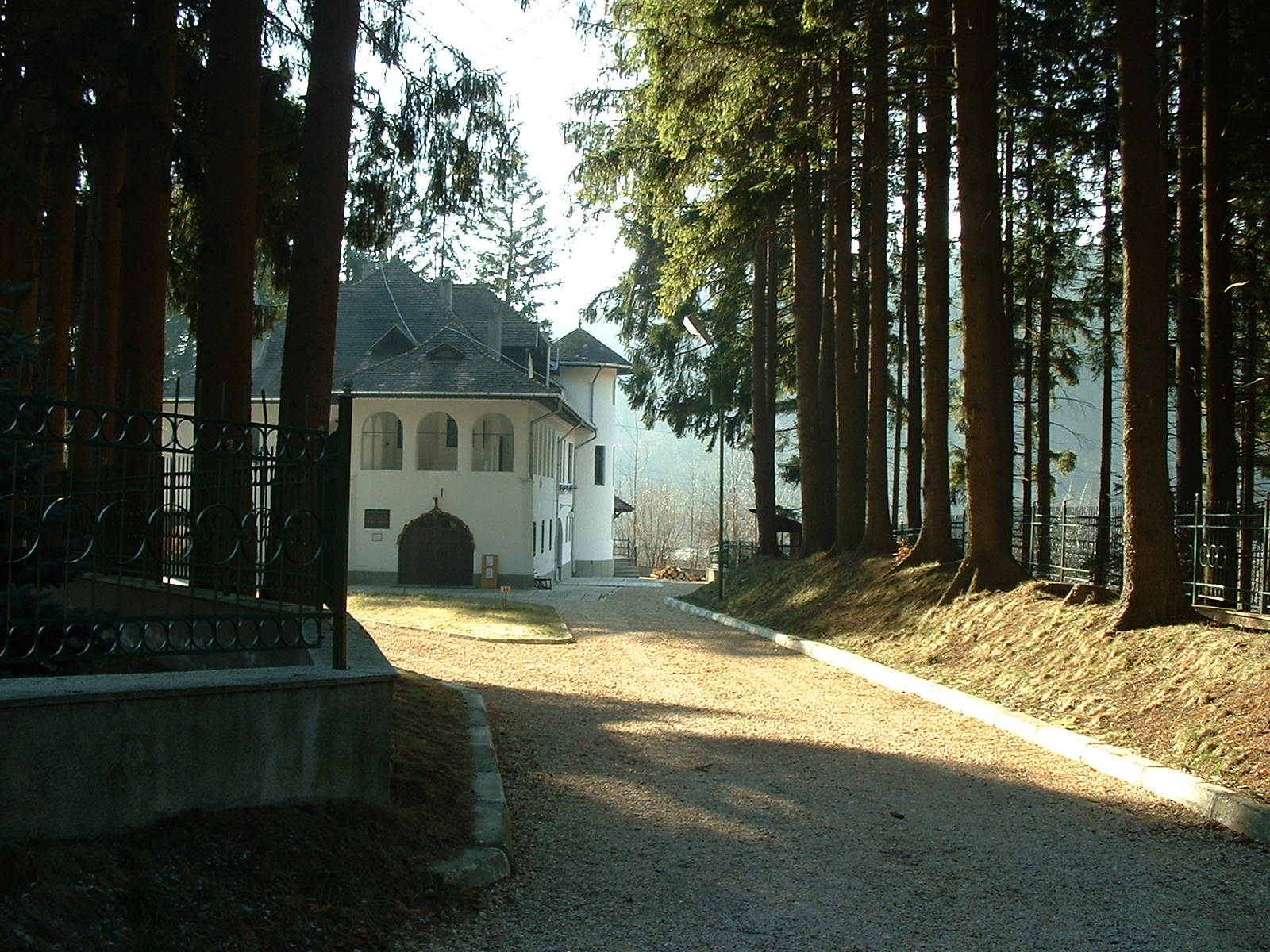
La Villa Luminiș
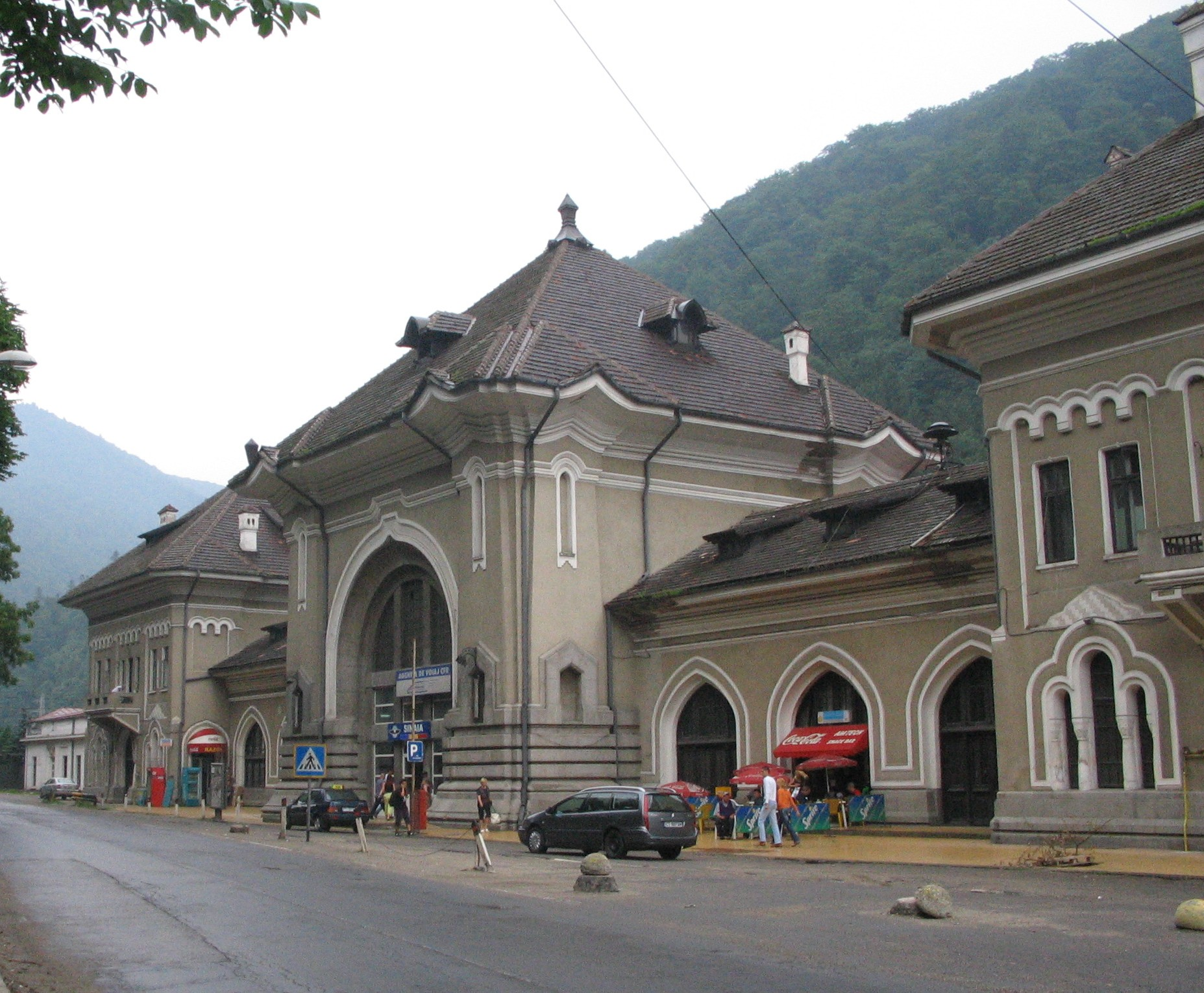
La Gare de Sinaia
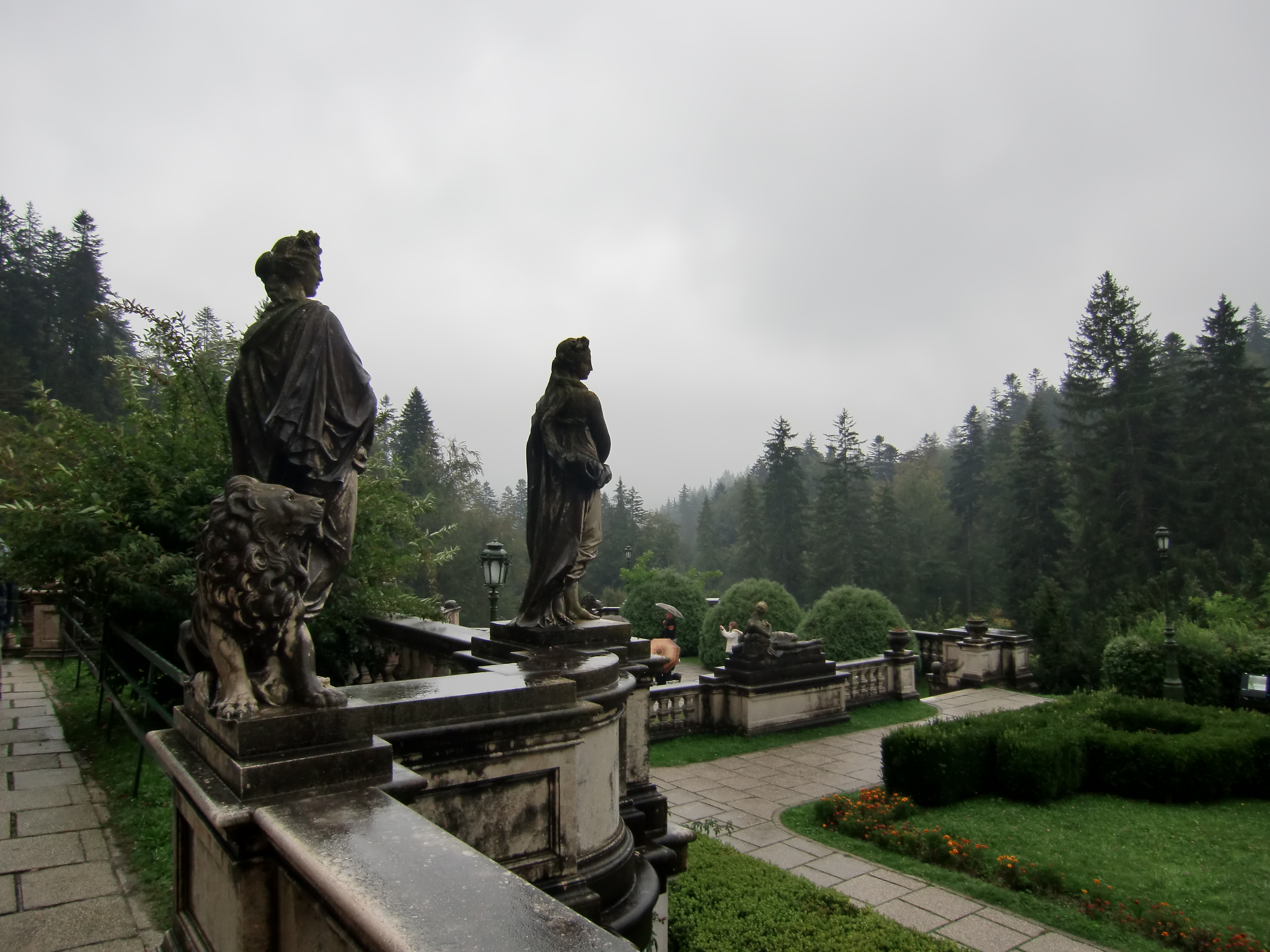
Jardins du château de Peleș
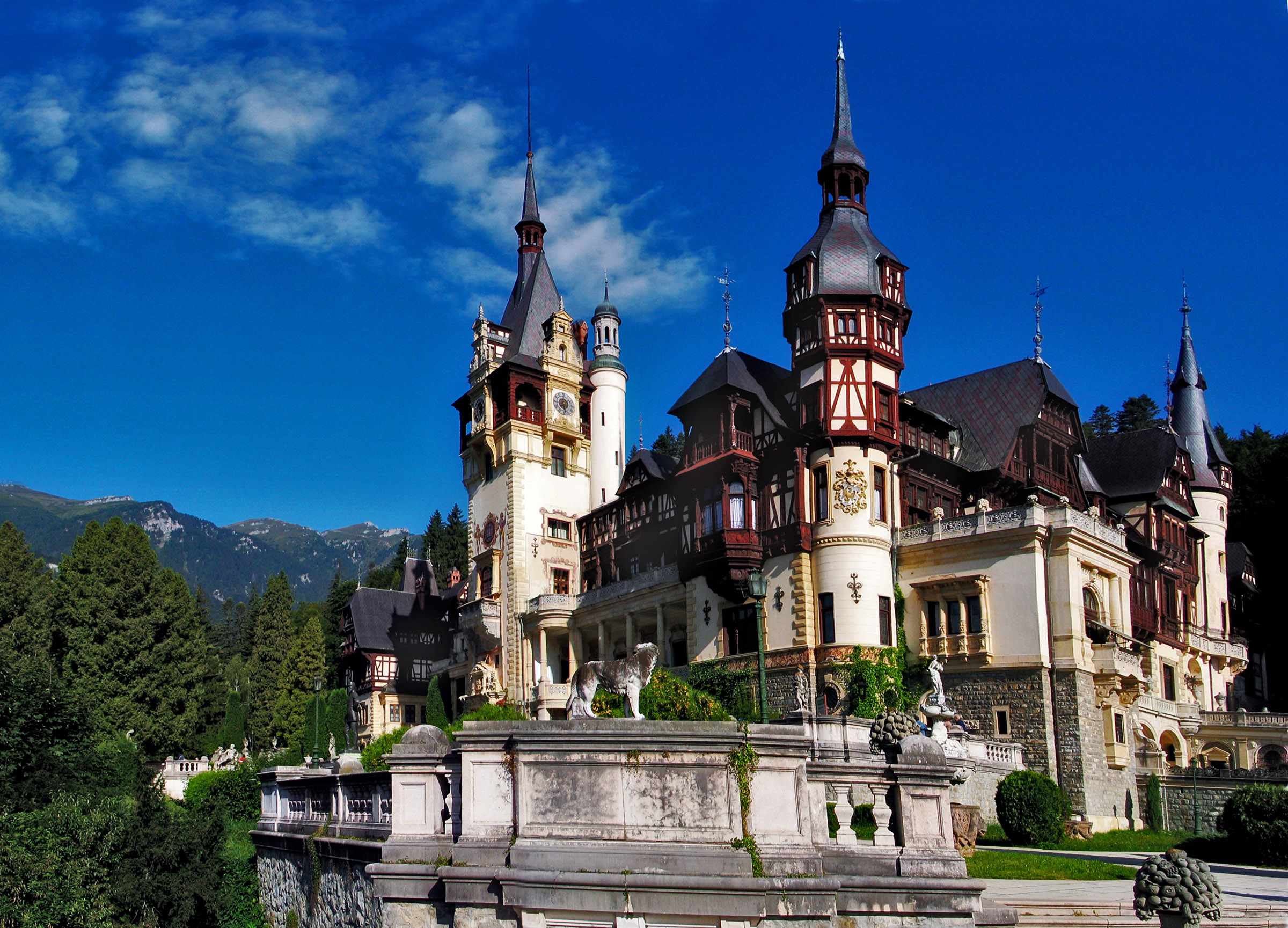
château de Peleș
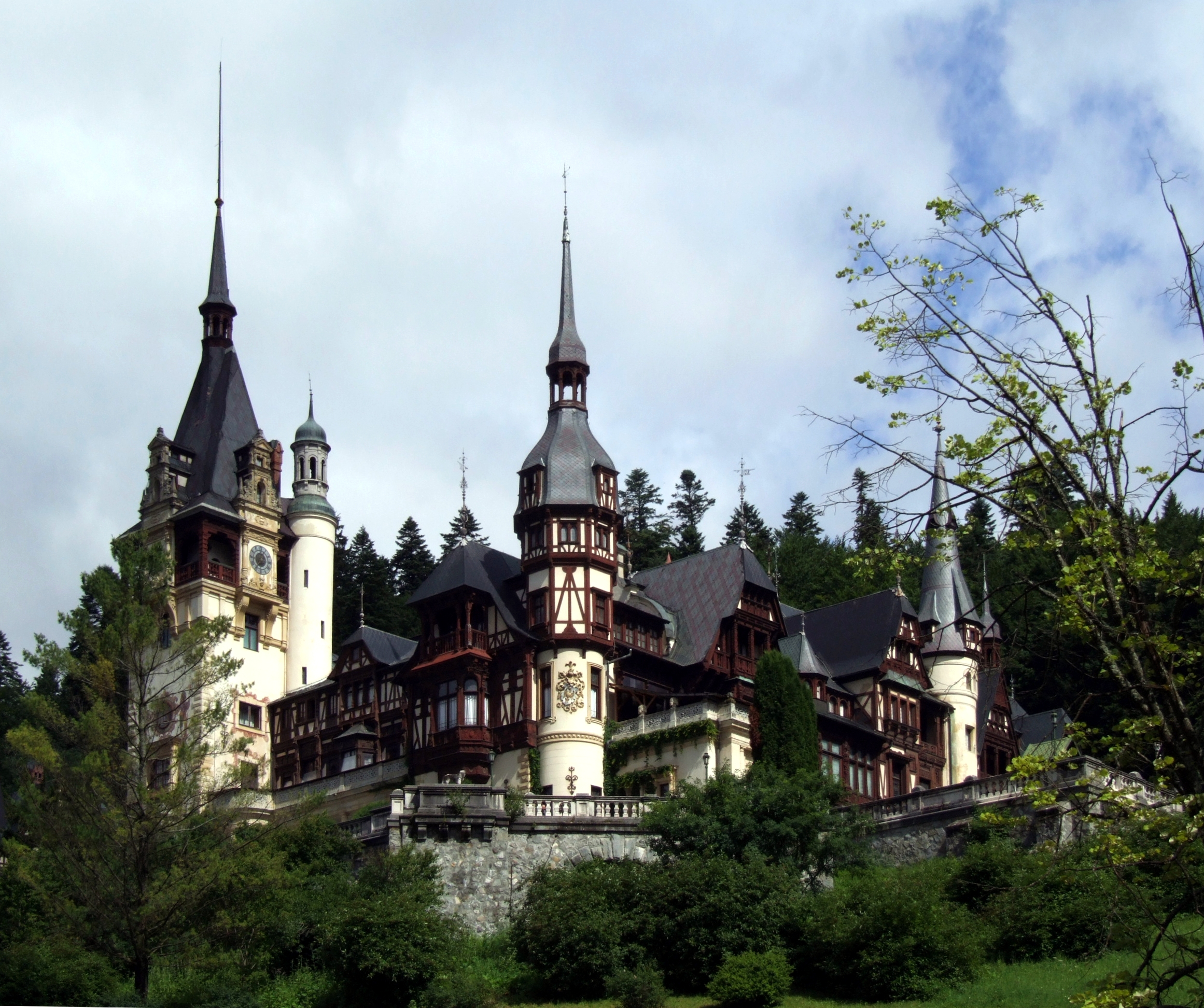
château de Peleș

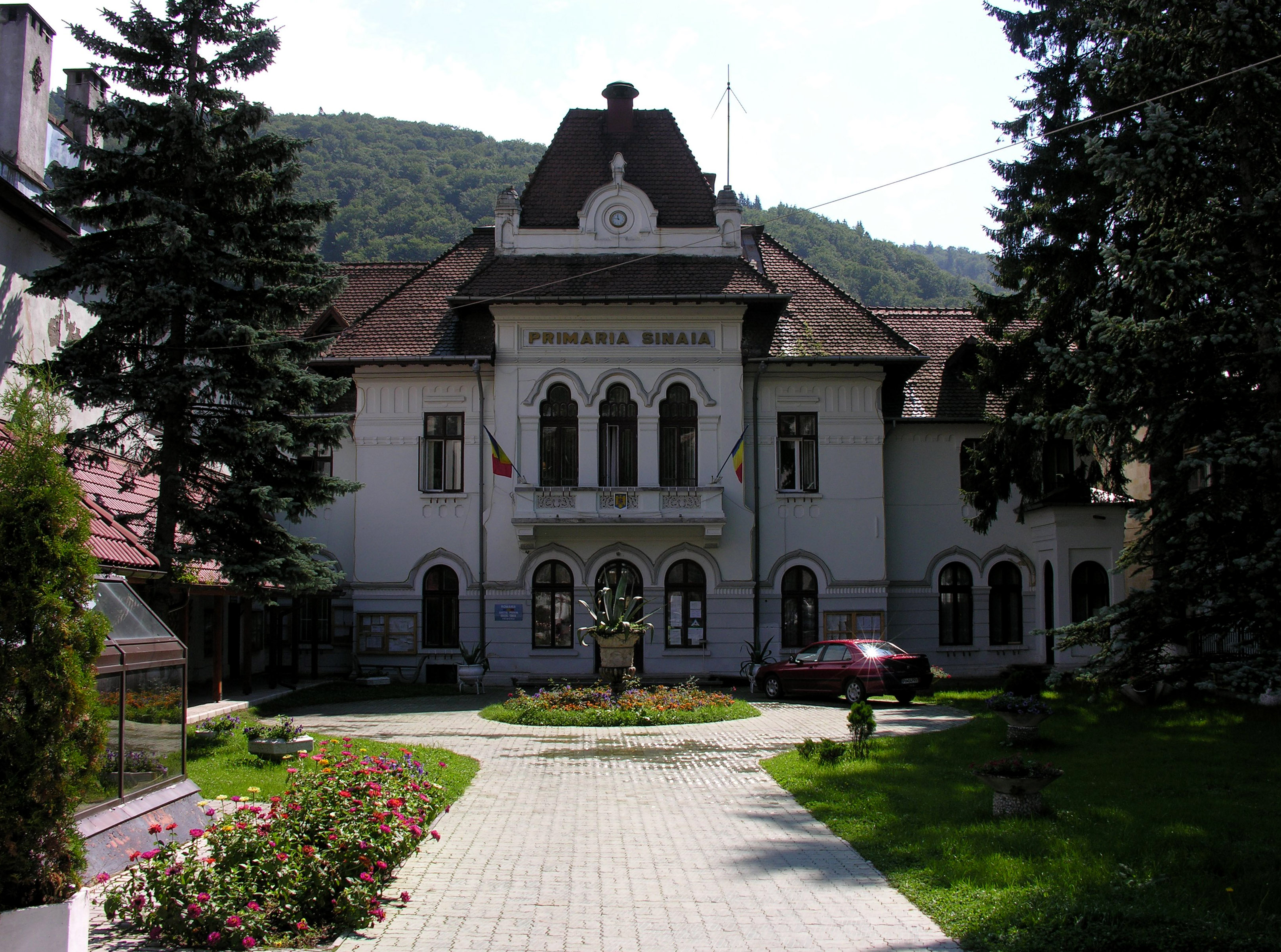
L'Hôtel de Ville
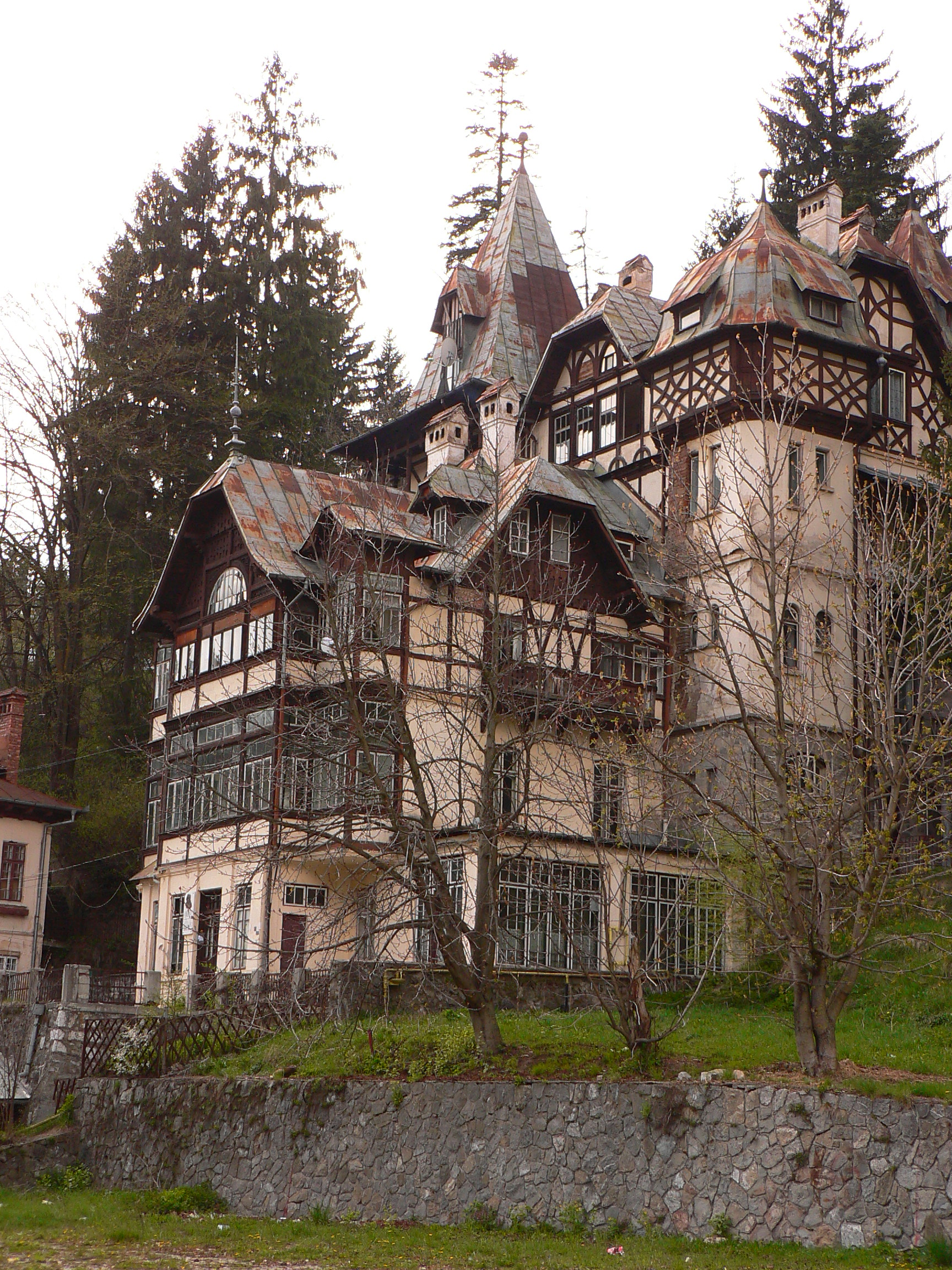
Villas anciennes
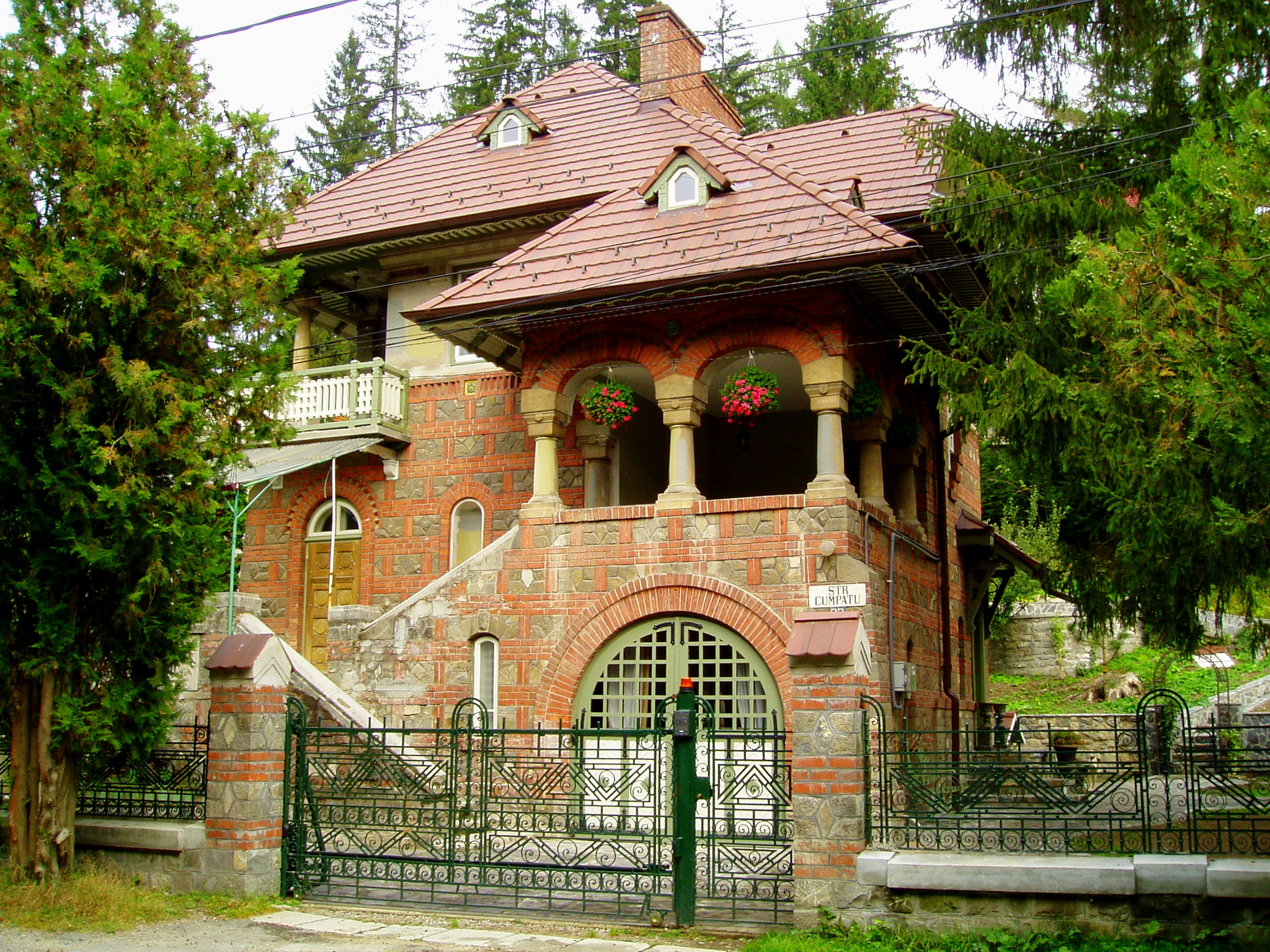
La Villa Socolescu
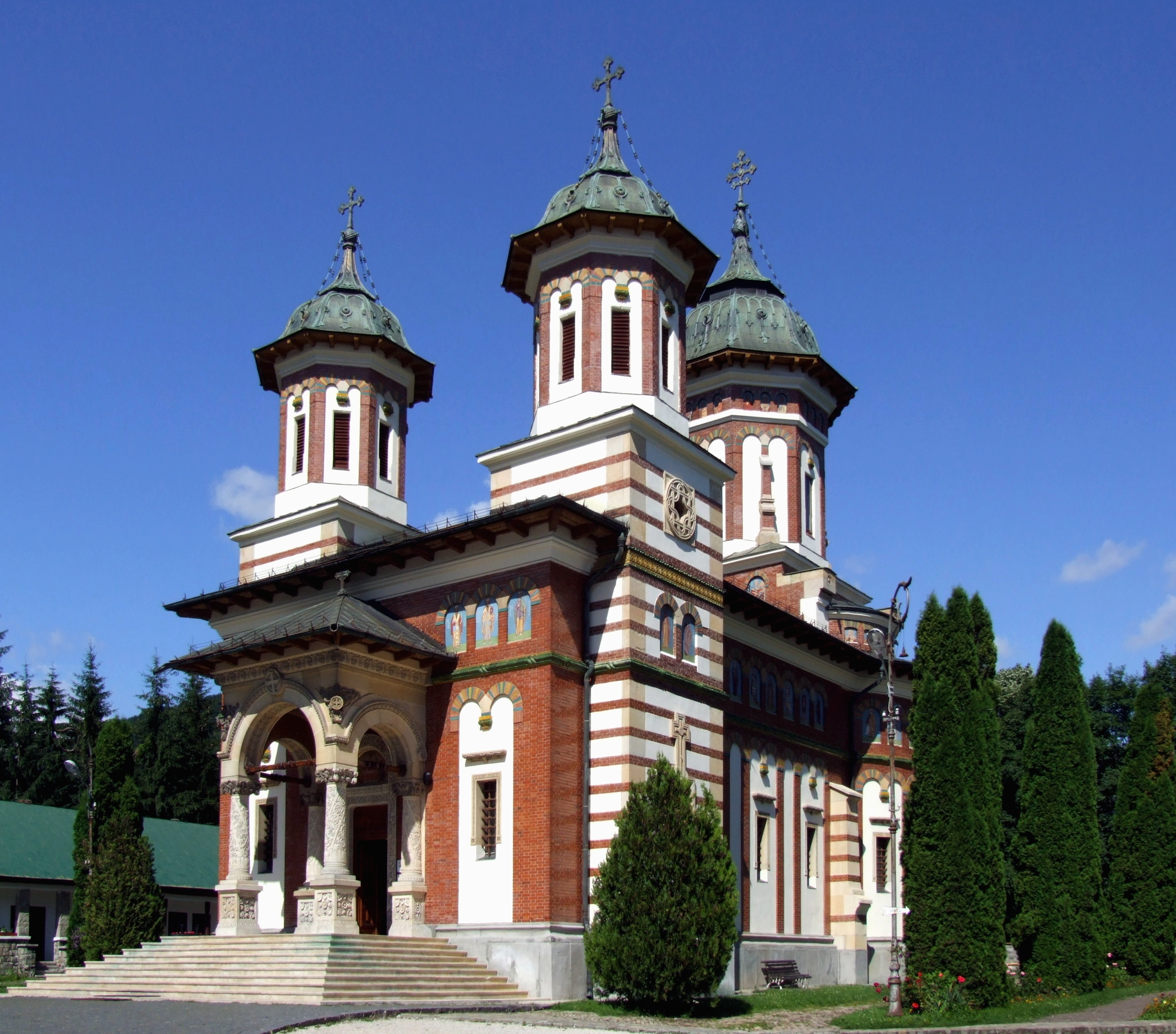
La grande église du monastère
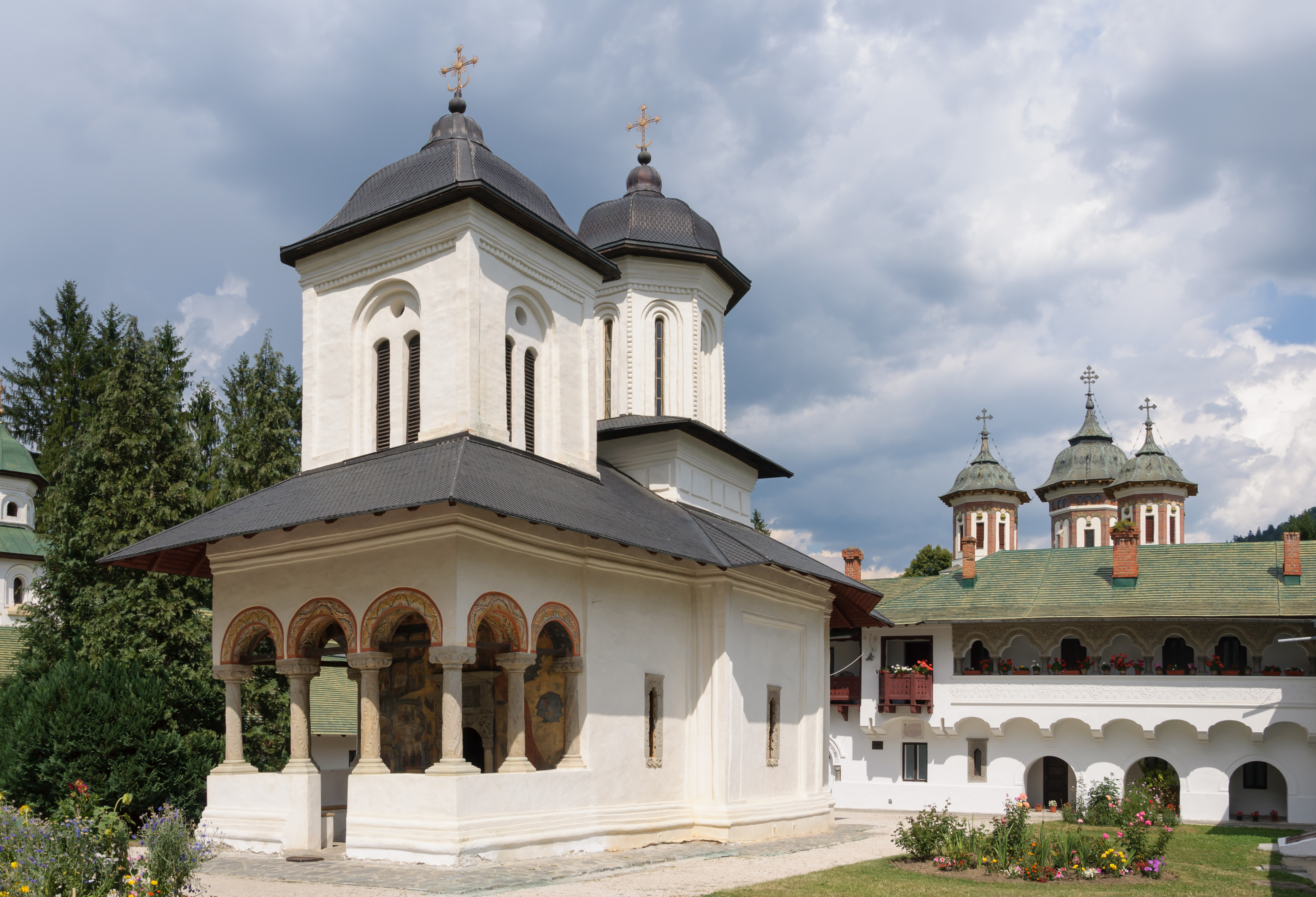
La vieille église du monastère
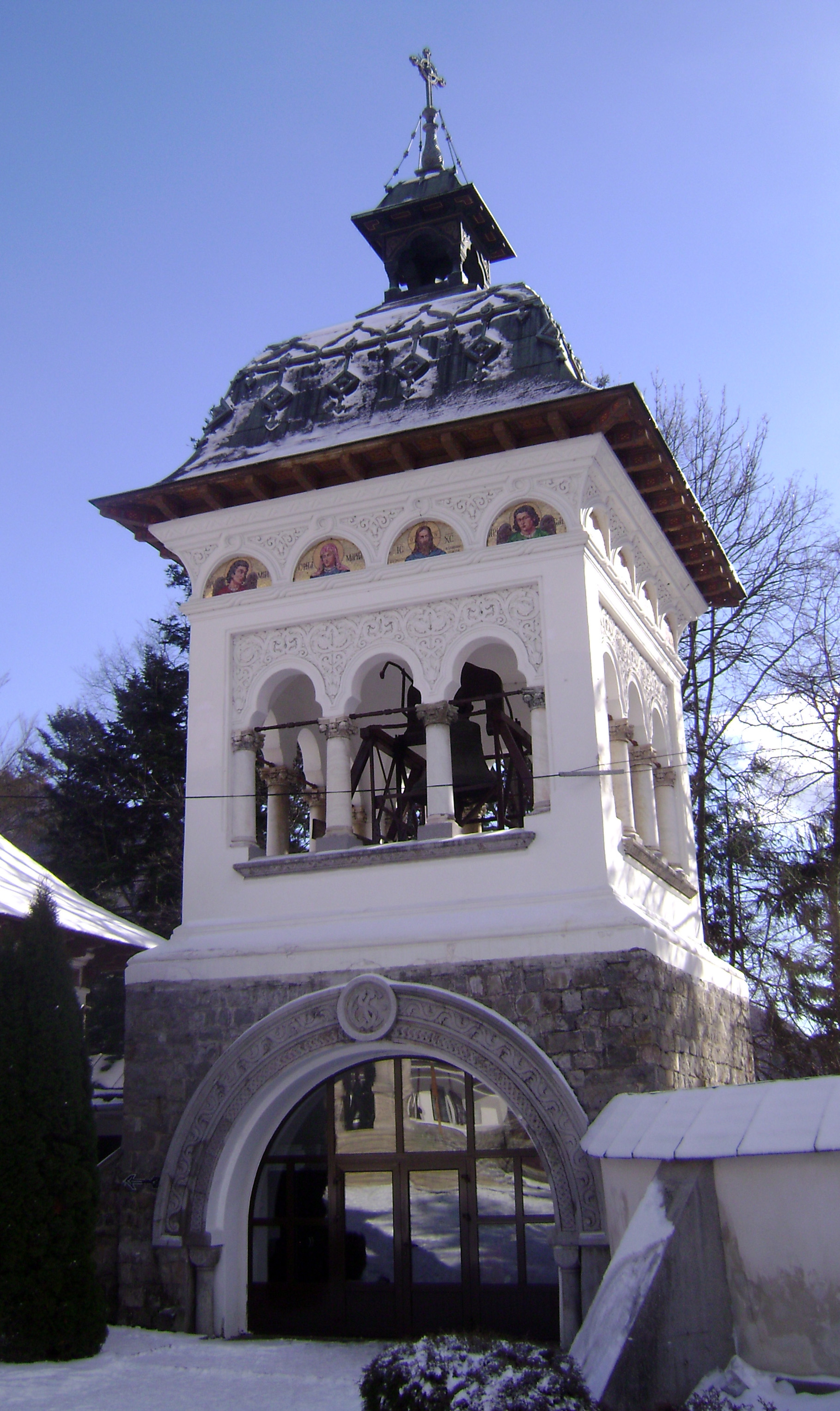
Clocher du Monastère de Sinaia
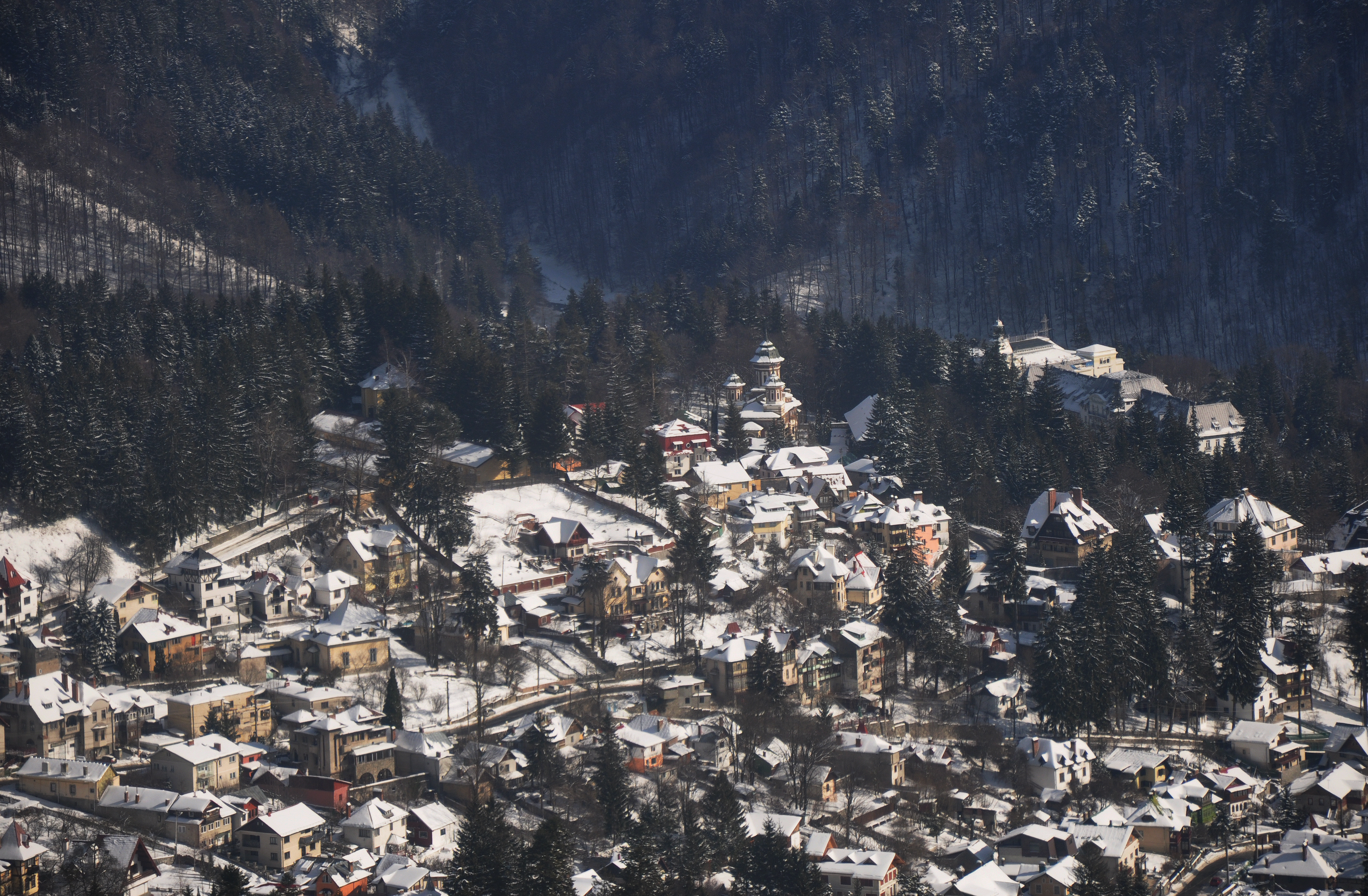
Sinaia
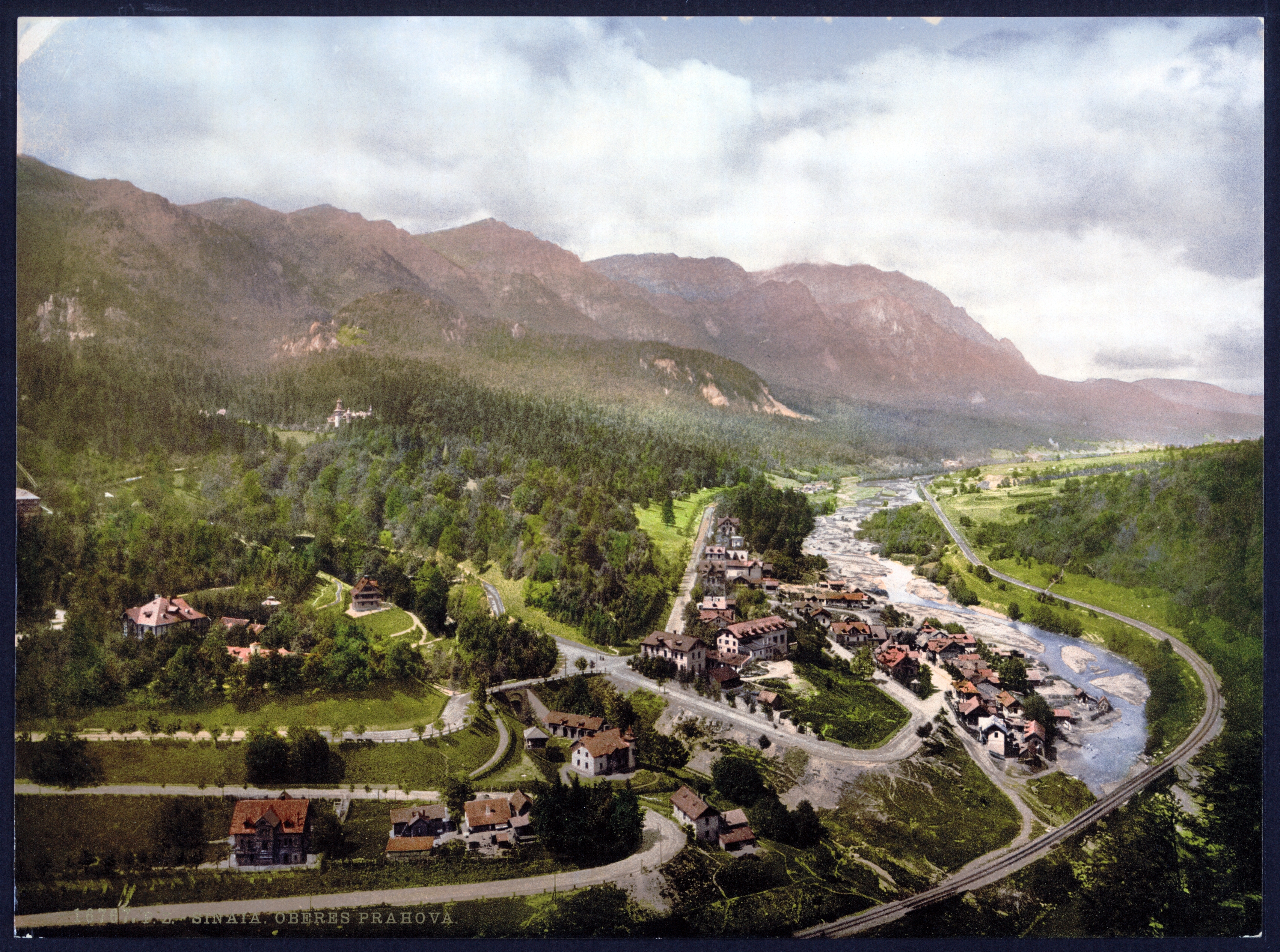
Sinaia au début du XXe siècle

## Jumelages
- Aoste (Italie) depuis 1968[7]
- Athis-Mons (France) depuis 1994[7]
- Castelbuono  (Italie) depuis 2010[7]
- Cetinje (Monténégro) depuis 2008[7]
- Dimona (Israël) depuis 2004[7]
- Gainesville (États-Unis) depuis 1980[7]
- Kuşadası (Turquie) depuis 2006[7]
- Ohrid  (Macédoine) depuis 2006[7]
- Tchornomorsk (Ukraine) depuis 2000[7]
- Thame (Royaume-Uni) depuis 2012[7]

## Personnalités
- Georges Enesco
- Gabriel Badea-Päun, histoire de l'art

- Maison royale de Roumanie :

- - Michel Ier de Roumanie, y est venu au monde en 1921
  - Ferdinand Ier de Roumanie, qui y est décédé en 1927
  - Marie, reine-mère de Roumanie, y est décédée en 1938